# HMS Marlborough (1912)
Pour les autres navires du même nom, voir HMS Marlborough.
Le HMS Marlborough est un cuirassé de classe Iron Duke construit au Royaume-Uni en 1912 pour la Royal Navy.

## Histoire
Le HMS Marlborough sert dans la 1re escadre de la Grand Fleet basée à Scapa Flow. Il participe ainsi à la bataille du Jutland le 31 mai 1916, où il est touché par une torpille, tuant deux hommes et en blessant deux autres.
En 1919, durant la guerre civile russe, le Marlborough est en service dans la mer Noire. Au mois d'avril, sur les ordres du roi George V, le navire embarque à son bord la tante de celui-ci, Maria Feodorovna, ainsi que d'autres membres de la famille royale de Russie parmi lesquels le grand-duc Nicolas Nikolaïevitch et le prince Félix Youssoupoff.